# Cantone di Les Martres-de-Veyre
Il Cantone di Les Martres-de-Veyre è una divisione amministrativa dell'Arrondissement di Clermont-Ferrand.
È stato costituito a seguito della riforma approvata con decreto del 21 febbraio 2014, che ha avuto attuazione dopo le elezioni dipartimentali del 2015.

## Composizione
Comprende i seguenti 11 comuni:
- Authezat
- Chanonat
- Corent
- Le Crest
- Les Martres-de-Veyre
- Orcet
- La Roche-Blanche
- Saint-Amant-Tallende
- La Sauvetat
- Tallende
- Veyre-Monton